# فيروس نقص المناعة البشرية / الإيدز في الهند

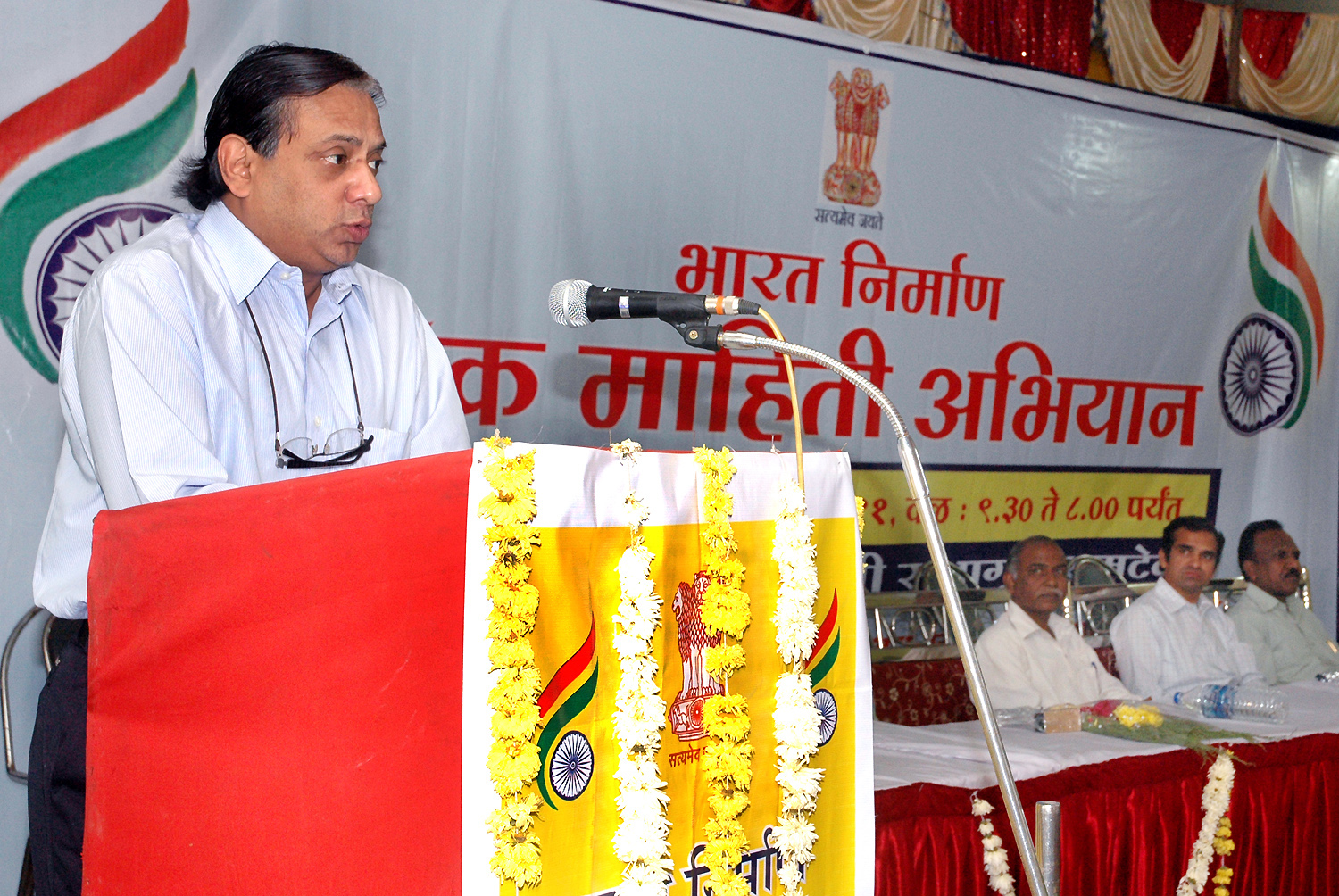
الدكتور راجيندرا ختال باتيل يلقي كلمة حول موضوع "الشباب والحد من الإيدز" خلال حملة بهارات نيرمان لوك ماهيتي أبهيان التي أُقيمت في رامتيك، مقاطعة ناجبور، بتاريخ 30 يناير 2011.

يعتبر فيروس نقص المناعة البشرية/الإيدز في الهند وباءً. قدرت المنظمة الوطنية لمكافحة الإيدز (NACO) أن 2.14 مليون شخص مصابون بفيروس نقص المناعة البشرية في الهند في عام 2017.